# История евреев в Палау
История евреев в Палау началась относительно недавно с переезда родившихся в Израиле семейной пары по имени Това и Навот Борновски и их детей, которые переехали в Палау в 1993 году для того, чтобы руководить там дайвинг-центром «Fish 'n Fins» и рестораном «Barracuda». В семье случилось прибавление, в Палау родились ещё двое детей, которые стали первыми задокументированными евреями, родившимися в Палау. У обоих детей местные вторые имена.
Самым известным еврейским гражданином Палау сегодня является Ларри Миллер, младший юрист Верховного Суда Палау, Стьюарт Бек, адвокат еврейско-американского происхождения, который вёл переговоры по Договору о свободной ассоциации, который определил Палау как независимое государство в 1994 году. У Бека почётное гражданство, он также был назначен первым постоянным представителем Палау в ООН в 2003 году.
Два велогонщика из Палау представляли эту страну в 2009 году на играх Маккабиада 2009. Они стали первыми спортсменами от Палау, которые приняли участие в этих международных соревнованиях.